# Kostel Nanebevzetí Panny Marie (Strážnice)
Kostel Nanebevzetí Panny Marie je římskokatolický chrám ve Strážnici v okrese Hodonín. Je chráněn jako kulturní památka České republiky.
Kostel byl postaven na místě dřívější bratrské školy a sboru v roce 1747. Čeští bratři byli ze Strážnice vyhnáni a hrabě František Magnis (pocházel ze švédského šlechtického rodu) místo nich povolal v roce 1633 italské piaristy. Ti postavili kostel a roku 1765 kolej se školou a gymnáziem. Na gymnáziu vyučoval i Jan Evangelista Purkyně (1805-1806) a studoval zde Tomáš G. Masaryk (1865). Dnes je v budově bývalé koleje domov pro seniory.
Kostel je postaven ve slohu italského baroka. Hlavní oltář byl postaven na náklady hraběte Františka Magnise, který je pod ním pohřben. Umělecká výzdoba je jednotným dílem malíře Josefa T. Rottera a sochaře Ignáce Morávka z let 1745–1748. Nad oltářem je milostný obraz Panny Marie Strážnické, vzácné dílo neznámého milánského umělce z roku 1630, který daroval piaristům také František Magnis. Nad presbytářem je nedávno odkrytá freska z 18. století (Nanebevzetí Panny Marie). Nejstarší dílo v kostele je dřevěná gotická socha Panny Marie, neznámého původu.